# Ванек, Карел (шахматист)
Карел Ванек (чеш. Karel Vaněk, 19 мая 1895 — 24 февраля 1958) — чехословацкий шахматист, национальный мастер.
Один из сильнейших шахматистов Чехословакии первой половины 1920-х гг. Бронзовый призер чемпионата Чехословакии 1923 г.
В составе сборной Чехословакии участник неофициальной шахматной олимпиады 1924 г. (чемпионата мира ФИДЕ). Сборная Чехословакии стала победителем данного соревнования в командном зачете.
Жил в Брно, в составе сборной города участвовал во внутренних командных соревнованиях.

## Спортивные результаты
| Год  | Город     | Соревнование                                             | + | − | = | Результат | Место             |
| ---- | --------- | -------------------------------------------------------- | - | - | - | --------- | ----------------- |
| 1919 | Прага     | Чемпионат Чехословакии                                   |   |   |   |           | [ 2 ]             |
| 1921 | Брно      | Чемпионат Чехословакии                                   | 2 | 2 | 7 | 5½ из 11  | 5—7               |
| 1923 | Пардубице | Чемпионат Чехословакии                                   | 4 | 1 | 6 | 7 из 11   | 3                 |
| 1924 | Париж     | Неофициальная шахматная олимпиада (сборная Чехословакии) |   |   |   | 6½ из 13  | Команда — чемпион |
| 1929 | Прага     | Матч Прага — Брно (1-я доска, против С. М. Флора)        |   | 1 |   |           |                   |